# Rumäniens stålkrona

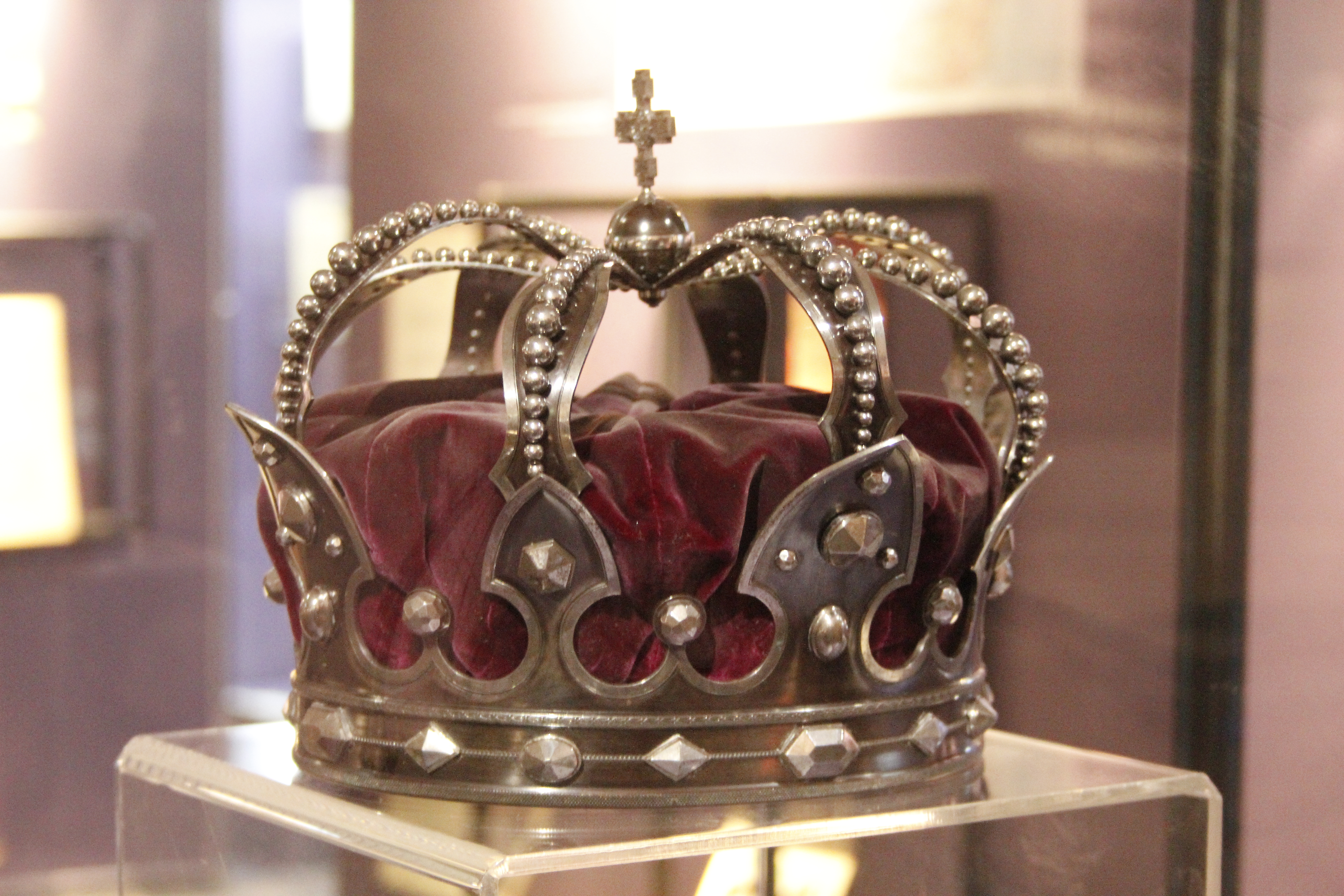
Kronan fotograferad 2019.

Rumäniens stålkrona (rumänska Coroana de oțel a României) är en kungakrona som användes av kungariket Rumänien. Kronan är modern i jämförelse med andra europeiska kronor. I dagens läge förvaras kronan på Rumäniens historiska nationalmuseum.

## Ursprung
Som undantag har kronan tillverkats av stål och inte guld. Stålet till kronan är ursprungligen från en kanon som Rumäniens armé kapade från ottomaner under Rumäniens självständighetskrig, i slaget vid Plevna år 1877. Kanonen i sin tur var tillverkad av det tyska bolaget Krupp och var bland de högklassigaste kanoner i sin tid. Det sägs att materialet valdes av själva kung Carol den förste som ville visa respekt för hela Rumäniens självständighetskrig. Till kronans designer hör bland andra Bogdan Petriceicu Hasdeu, Alexandru Odobescu, Theodor Aman..
Carol använde inte kronan i sin egen kröning för att han ville understryka de offer som hade gjorts för självständigheten. Kronan var dock framme vid kröningen. Ferdinand, Carols tronföljare, använde kronan i sin kröning år 1922.

## Kronan idag
År 2016 undertecknade presidenten Klaus Johannis ett lagförslag som tillade kronan till Rumäniens statsvapen. Orsaken var att minnas det 100 jubileumsår för kungarikets grundade som firades år 2018. Sedan det har statsvapen med kronan varit obligatoriskt i alla officiella sammanhang.. Initiativet till förändringen kom från nationalliberala, socialdemokrater och liberaldemokraterna. Rumäniens deputeradekammare röstade för initiativet den 8 juni 2016.